# سيدني ماسون ستون
سيدني ماسون ستون (بالإنجليزية: Sidney Mason Stone)‏ هو مهندس معماري أمريكي، ولد في 8 مايو 1803 في ميلفورد في الولايات المتحدة، وتوفي في 10 أغسطس 1882 في نيو هيفن في الولايات المتحدة.